# 许宏才

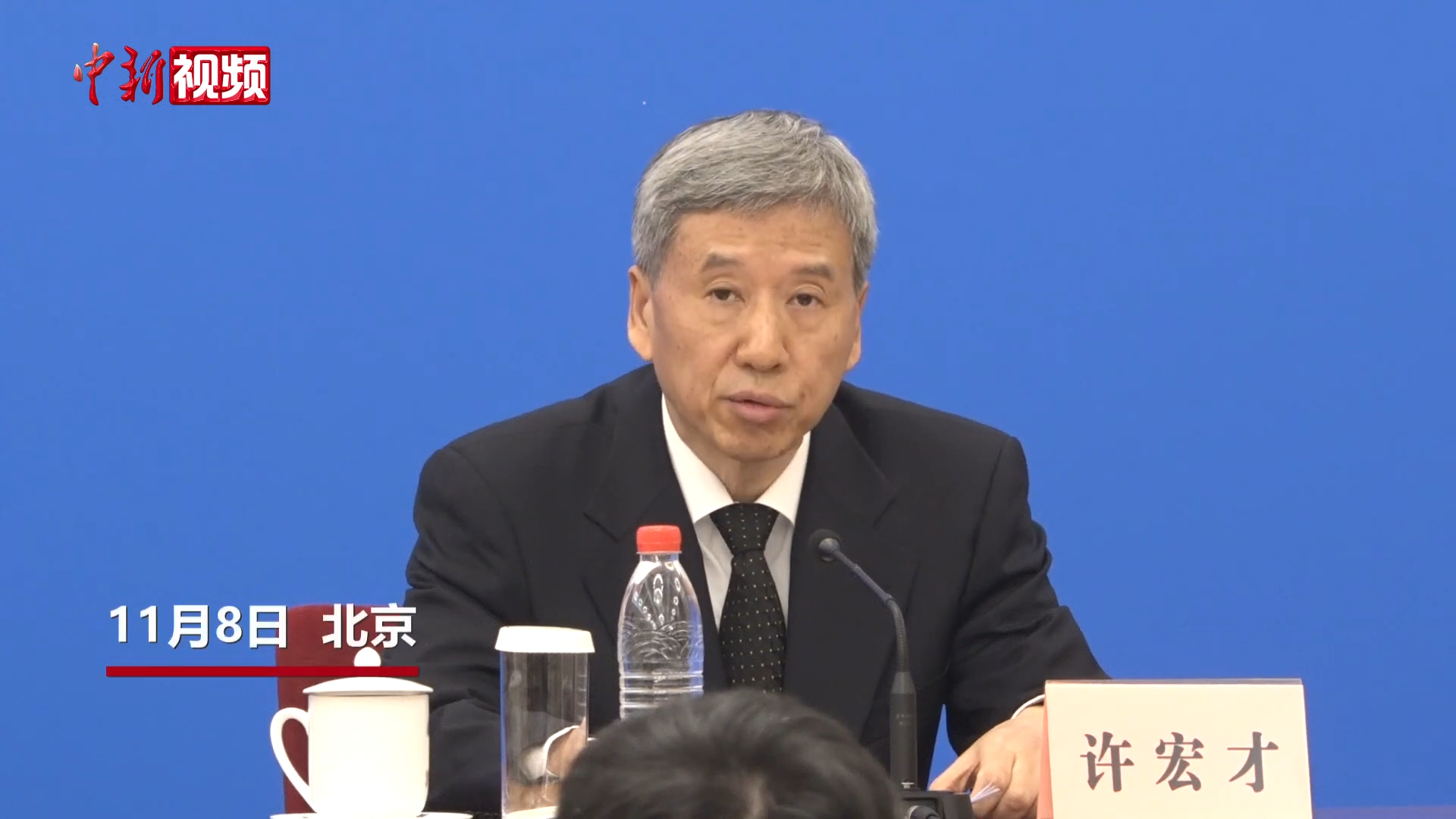
许宏才在十四届全国人大常委会第十二次会议新闻发布会上讲话

许宏才（1963年9月—），男，汉族，江苏兴化人，中华人民共和国政治人物，曾任中华人民共和国财政部副部长、党组成员。
2023年1月16日，陕西省第十四届人民代表大会第一次会议选举产生69名全国人大代表，许宏才受中央提名，当选陕西省全国人大代表。
2023年3月6日，十四届全国人大财政经济委员会依法开展2023年计划、预算审查工作，视频画面显示，许宏才出席会议，证明其已被选入全国人大财政经济委员会。
2023年9月1日，十四届全国人大常委会第五次会议任命许宏才为全国人大财政经济委员会副主任委员、全国人大常委会预算工作委员会主任。